# Martin Klose
Martin Klose (* 1957 in Gernsheim) ist ein deutscher Moraltheologe und Hochschullehrer. Von 2014 bis 2020 war er Rektor der Katholischen Hochschule Mainz.

## Leben
Seine akademische Laufbahn begann Martin Klose mit einem Studium der Philosophie an der Philosophisch-Theologischen Hochschule Sankt Georgen in Frankfurt am Main. Danach studierte er Katholische Theologie an der Johannes Gutenberg-Universität in Mainz. Nach seiner Priesterweihe 1983 war er als Kaplan in der Gemeinde der St.-Rabanus-Maurus-Kirche und als Repetent für Philosophie am Bischöflichen Priesterseminar Mainz tätig.
1985 folgte ein Aufbaustudium an der Westfälischen Wilhelms-Universität Münster, wo er unter der Anleitung von Bruno Schüller SJ philosophische und theologische Ethik studierte. Es folgten weitere Stationen als wissenschaftlicher Mitarbeiter und als Dozent für Moraltheologie und Christliche Gesellschaftslehre am Bischöflichen Seminar für Gemeindepastoral- und Religionspädagogik in Mainz sowie 1990 die Ernennung zum Pfarrer.
2004 wurde Martin Klose zum Professor für Moraltheologie und Christliche Gesellschaftslehre an der Katholischen Hochschule Mainz berufen und lehrt seitdem in allen drei Fachbereichen (Soziale Arbeit, Praktische Theologie sowie Gesundheit und Pflege) der Hochschule. 2014 wurde Martin Klose zum Rektor der Katholischen Hochschule Mainz gewählt und 2017 im Amt bestätigt. Zur Rektoratswahl 2020 trat Klose nicht mehr an und übergab das Amt an den neu gewählten Rektor Ulrich Papenkort.

## Wissenschaftliche Arbeit
Martin Klose promovierte an der Katholisch-Theologischen Fakultät der Universität Mainz unter Johannes Reiter. Seine Promotionsarbeit mit dem Titel „Weil es Gott durch die Kirche befiehlt“. Der Moraltheologe Christoph Moufang (1817–1890) im Spannungsfeld seiner Zeit. Ein Beitrag zur Geschichte der neuscholastischen Moraltheologie schloss er 2002 ab.

## Gremien und Mitgliedschaften
Martin Klose ist Mitglied zahlreicher Gremien und Fachverbände:
- Netzwerk Soziale Theologie
- Mitglied in der Konferenz der Theologen/-innen an Hochschulen für Soziale Arbeit
- Fachgruppe Ethik und Soziale Arbeit der Deutschen Gesellschaft für Soziale Arbeit
- Internationale Vereinigung für Moraltheologie und Sozialethik
- Ethik-Kommission bei der Landesärztekammer Rheinland-Pfalz
- Fachbeirat der Katharina Kasper-Stiftung
- Priesterrat der Diözese Mainz

Als Pfarrvikar ist er außerdem noch Teil des Pastoralteams in der Pfarrgruppe Nieder-Olm.

## Publikationen (Auswahl)
- „Weil es Gott durch die Kirche befiehlt.“. Der Moraltheologe Christoph Moufang (1817–1890) im Spannungsfeld seiner Zeit. Ein Beitrag zur Geschichte der neuscholastischen Moraltheologie. EOS Verlag St. Ottilien, 2003. ISBN 978-3-8306-7155-8
- Christoph Moufang (1817-1890). Regens, Theologe und Politiker. In: Claus Arnold, Christoph Nebgen (Hrsg.): Lebensbilder aus dem Bistum Mainz, Bd. II: Vierzehn Portraits. Echter, Würzburg 2017. ISBN 978-3429044701. S. 113–134.
- Ethischer Relativismus und christliche Ethik. Über einen grundlegenden Unterschied im Verständnis von Moral und Ethik. In: Philipp Müller, Werner Müller-Geib (Hrsg.): Relativismus. Der Anspruch des christlichen Glaubens in einer pluralen Gesellschaft. EOS Verlag St. Ottilien, 2010. ISBN 978-3-8306-7446-7. S. 39–71.